# Ecteinascidia styeloides
Ecteinascidia styeloides är en sjöpungsart som först beskrevs av Traustedt 1882.  Ecteinascidia styeloides ingår i släktet Ecteinascidia och familjen Perophoridae. Inga underarter finns listade i Catalogue of Life.